# CERZA
CERZA is een dierentuin in Hermival-les-Vaux, in Calvados, Frankrijk.

## Geschiedenis
CERZA is in 1986 opgericht door de twee broers, Thierry en Patrick Jardin. Zij hebben ook het Parc des Félins in Auneau opgericht. Thierry Jardin is nu de directeur van CERZA en Patrick is de directeur van Parc des félins.

## Het park
Het park houdt op 60 hectare meer dan 1000 dieren van meer dan 120 verschillende soorten. De verblijven zijn verdeeld over twee wandelroutes, een rode en een gele route. Daarnaast is er een Safaritrein en een 3D-bioscoop. In het park zijn twee restaurants, ‘La Pagode’ en ‘Le Baobab’ en een snackbar, ‘Le Croc’ Bambou’. Sinds 2006 geeft CERZA Safari Lodge de mogelijkheid om te slapen in het park. Het verhuurt drie typen: ‘Yourtes’, ‘Zoobservatoires’ en ‘Lodges’.

### Rode route

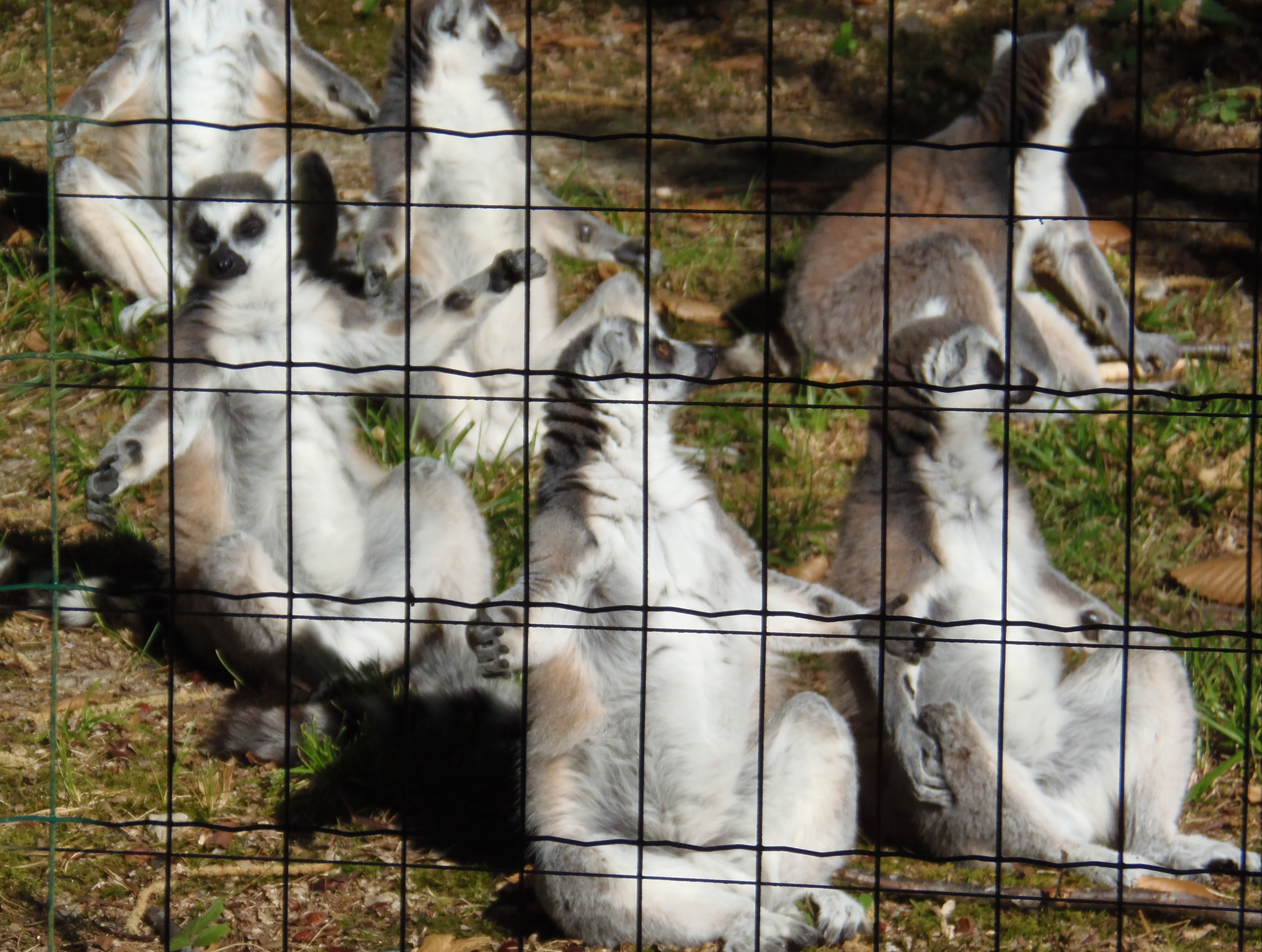
Ringstaartmaki’s

De rode route is vooral gericht op Afrikaanse diersoorten. Aan het begin van de route is de tropische kas, met vrij rondvliegende vogels, een nachtdierenverblijf voor Senegalgalago’s en langneuspotoroes en verblijven voor onder andere mississippialligators en rodriguesvleerhonden. In de naastgelegen kas worden Australische diersoorten gehouden, waaronder lori’s en Papoea-jaarvogels. Hierna volgen een kinderboerderij en een Afrikaanse savanne, met witte neushoorns, Watusirunderen, gemsbokken, struisvogels, netgiraffen, rothschildgiraffen en nijlantilopen. Ook is er een savanne voor Grantzebra’s en de zeer bedreigde algazellen. Langs de rode route zijn er ook een aantal verblijven voor roofdieren, waaronder luipaarden, Afrikaanse wilde honden, gevlekte hyena’s en leeuwen, waarvan in het verblijf een grote koepel met tunnel is aangebracht waar de bezoekers doorheen lopen en waarvandaan ze de leeuwen kunnen bekijken. Naast een verblijf met ringstaartmaki’s, gordelvari’s en kroonmaki’s, waar de bezoekers tussen de lemuren kunnen lopen, zijn er ook verblijven voor onder andere dwergnijlpaarden, zesbandgordeldieren en penseelzwijnen. Aan het einde van de route is een volière voor vogels vanuit verschillende delen van de wereld, waaronder rode ibissen, jufferkraanvogels en verschillende soorten eenden.

### Gele route

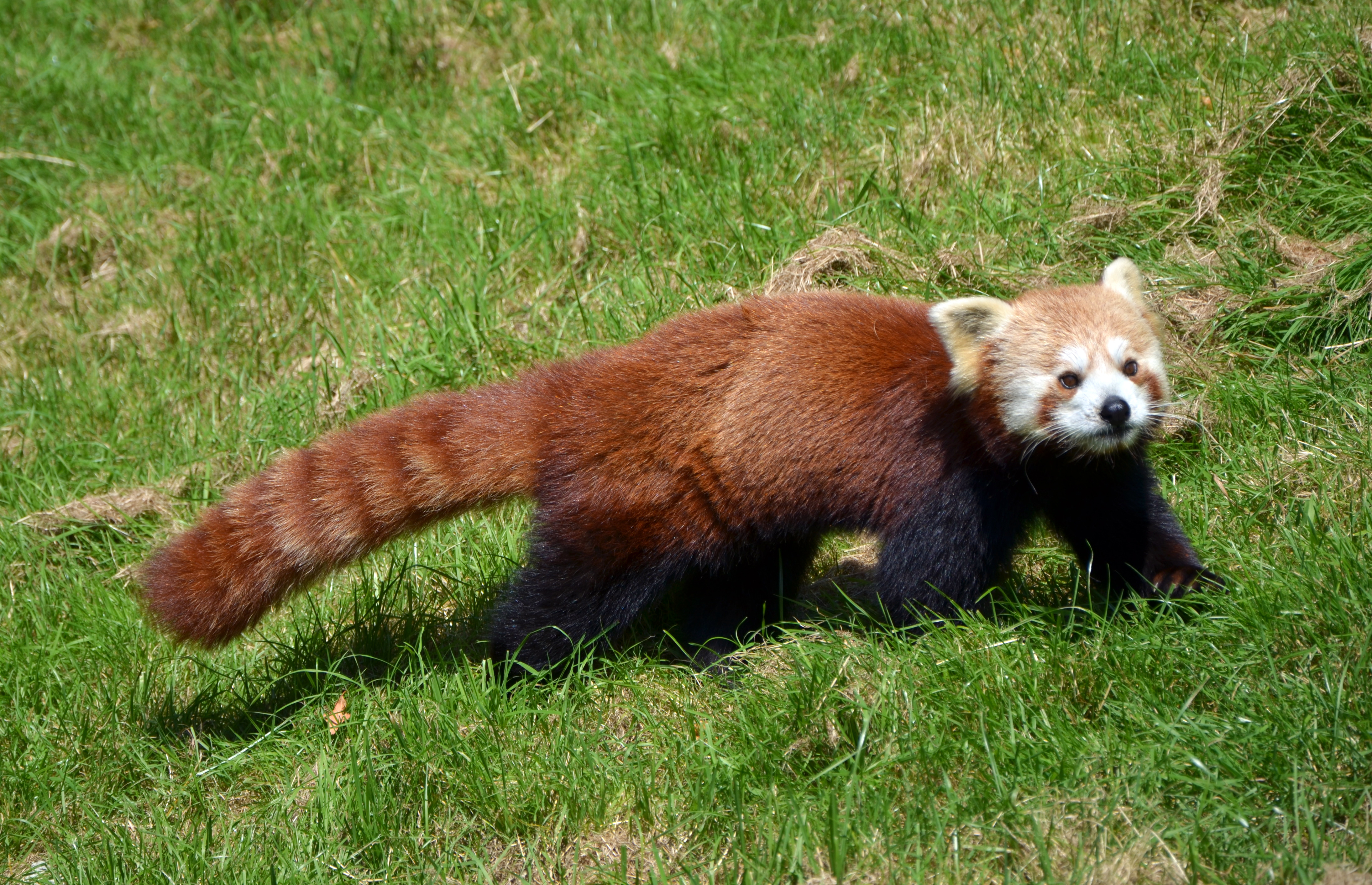
Kleine panda

De gele route begint met een Aziatische steppe, met Indische neushoorns, Indische antilopen, lierherten en kamelen. Langs deze route zijn er verblijven voor verschillende soorten apen, waaronder withandgibbons, witwanggibbons, keizertamarins, wanderoes, goudkopleeuwaapjes, pinchéaapjes en kuifmakaken. Ook zijn er verblijven voor verschillende roofdieren, waaronder brilberen, alaskawolven, witte tijgers, Sudanese cheeta’s, kleinklauwotters en bruine beren. Ook is er een Zuid-Amerikaanse pampa, met laaglandtapirs, capibara’s, nandoes en vicuña’s. Naast een Australisch verblijf, met rode reuzenkangoeroes en Australische schapen, waar de bezoekers doorheen kunnen lopen, zijn er verblijven voor Amerikaanse bizons, kleine panda’s, gelada’s, lama’s en verschillende soorten ara’s.

### Safaritrein
De Safaritrein maakt een half uur durende route door het park. De trein komt langs verschillende verblijven die ook vanaf de wandelroutes te zien zijn, maar ook langs of door verblijven die alleen vanuit de trein te zien, waaronder verblijven voor Sumatraanse tijgers, emoes, axisherten, gestreepte hyena’s, witstaartgnoes en bosbuffels.

## Fokprogramma's
CERZA doet voor meerdere soorten mee aan internationale fokprogramma's en het beheert drie EEP-stamboeken, voor de gestreepte hyena, de Sri Lankaanse panter en de laaglandtapir.